# Winchester Model 1905
O Winchester Model 1905 (também conhecido como Model 05), é um rifle semiautomático operado por blowback produzido pela Winchester Repeating Arms Company no início de 1905 e descontinuado em 1920.

## Características
O Winchester Model 1905 usa carregadores do tipo "box" ("caixa") com capacidade de 5 ou 10 tiros , localizado imediatamente à frente do guarda-mato. A Winchester ofereceu esse rifle com câmaras de fábrica em .32 Winchester Self-Loading (.32SL) e .35 Winchester Self-Loading (.35 WSL).
Notavelmente, um Model 05 em .35WSL foi usado por Harry Payne Whitney em uma expedição ártica. O rifle provou ser confiável em temperaturas extremamente baixas, mas não era suficientemente poderoso para enfrentar animais grandes, como o boi-almiscarado.
O projeto básico do Winchester Model 1905 é coberto pela Patente dos Estados Unidos 681.481 emitida em 27 de agosto de 1901 e atribuída à Winchester por Thomas Crossley Johnson, um designer-chave de armas de fogo para a Winchester. Esta patente foi inicialmente usada para proteger o design do rifle de fogo circular Winchester Model 1903, mas passou a ser aplicada na série de rifles "Winchester Self Loading" de fogo central, que inclui o Model 1905, o Model 1907 e o Model 1910.

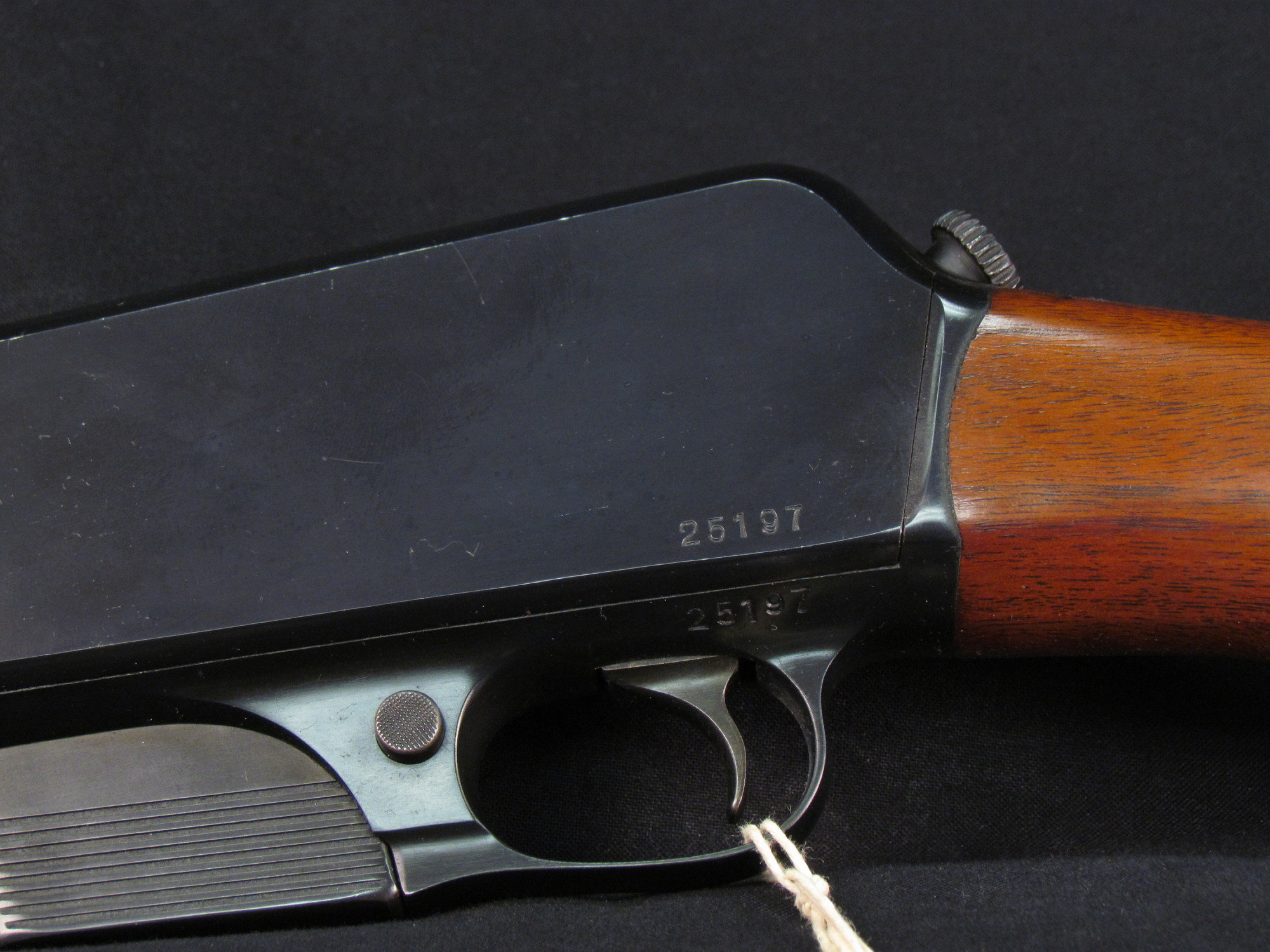
Destaque para o mecanismo de ação do Model 1905.

Em 1941, a Winchester projetou a carabina M1 em resposta a uma competição do Exército dos EUA por um rifle leve. Os designers foram capazes de adaptar o grupo de gatilho e carregador do Model 1905 para o rifle de teste, economizando tempo de pesquisa e desenvolvimento.

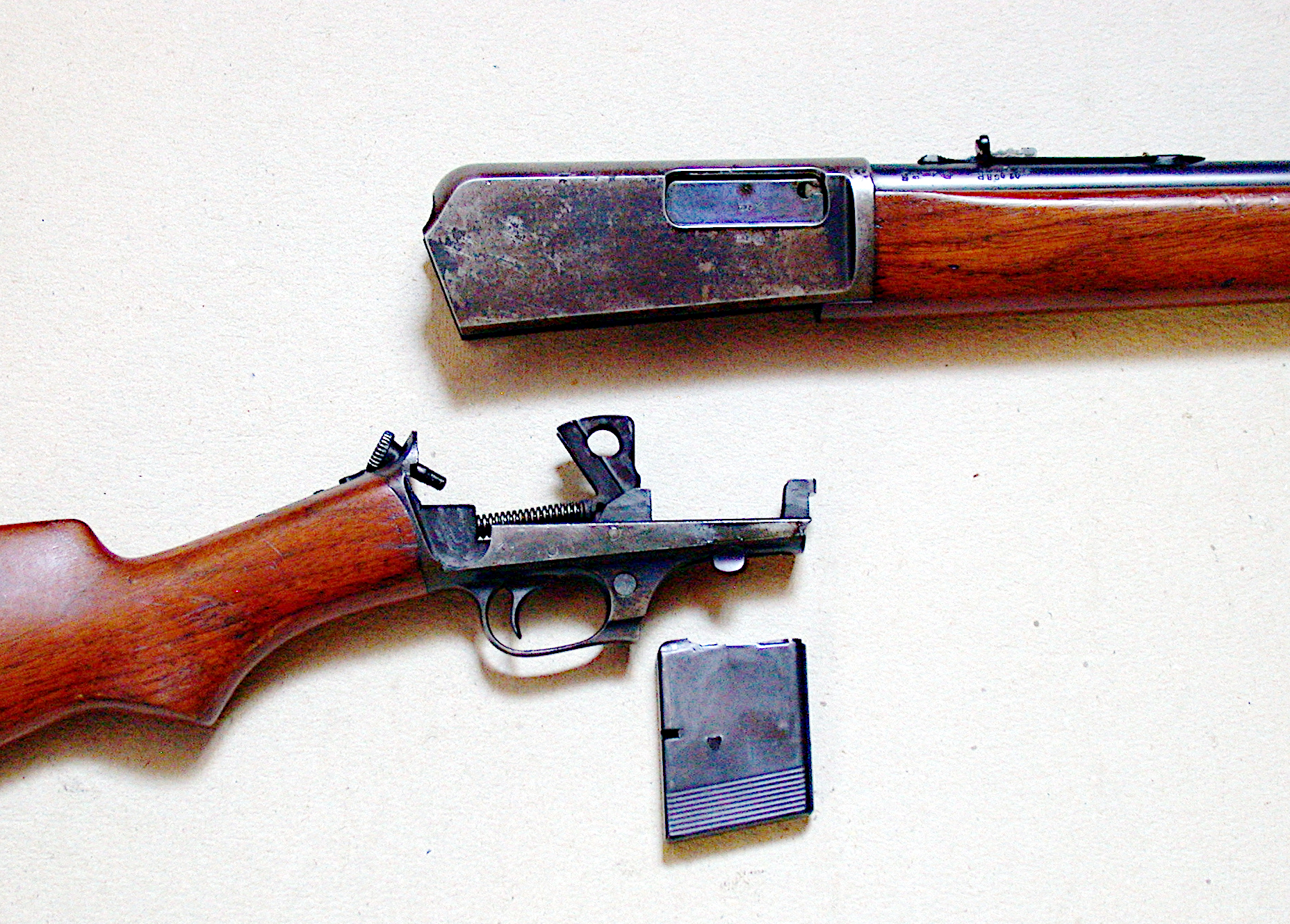
O Model 1905 também é uma "takedown gun".

## Variantes
Além do modelo padrão ou ""plain finish"", um modelo de luxo ou "fancy finish" foi oferecido com coronha tipo "pistol grip" e zigrinado tanto na empunhadura quanto no guarda-mão. Os rifles de acabamento simples foram oferecidos em 1905 a um preço de lista de US$ 28, os rifles de acabamento sofisticado por US$ 43.

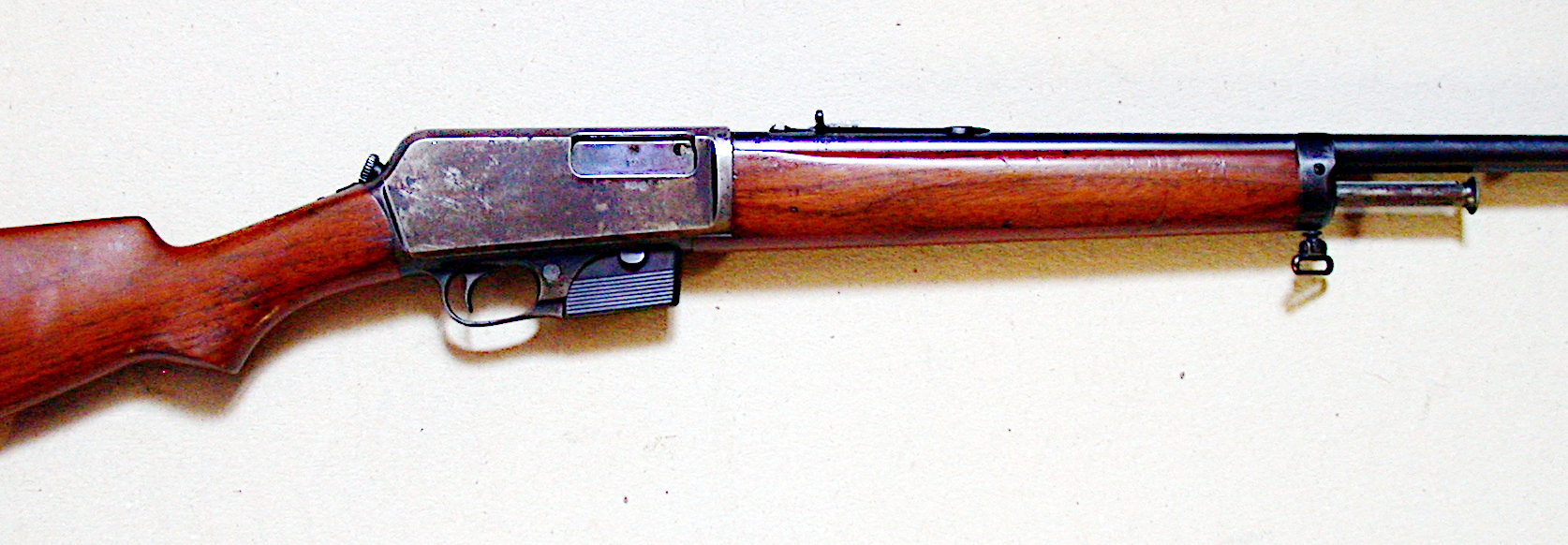
Detalhes do Winchester Model 1905.